# Nymphoides forbesiana
Nymphoides forbesiana är en vattenklöverväxtart som först beskrevs av August Heinrich Rudolf Grisebach, och fick sitt nu gällande namn av Hand.-mazz. Nymphoides forbesiana ingår i släktet sjögullssläktet, och familjen vattenklöverväxter. Inga underarter finns listade i Catalogue of Life.